# Временное правительство Албании
Временное правительство Албании (алб. Qeveria e Përkohshme e Shqipërisë) — первое правительство независимой Албании, действовавшее на части её территории в 1912—1914 годах до официального международного признания страны.

## История
28 ноября 1912 года Всеалбанский конгресс во Влёре принял декларацию независимости Албании и сформировал временное правительство во главе с Исмаилом Кемали. Кемали хотел составить кабинет из представителей знати и бывших чиновников османской администрации, рассчитывая, что такие люди смогут расположить к себе как великие державы, так и Османскую империю, но делегаты его не поддержали, и состав правительства подвергся пересмотру. В итоге в него вошло восемь министров. И. Кемали занял по совместительству пост министра иностранных дел, его заместителем по кабинету стал католический священник Никола Качорри, Луидь Гуракучи занял пост министра образования, а Леф Носи — пост министра почты и телеграфа (связи). Сфера юрисдикции Временного правительства помимо Влёры распространялась на города Люшня, Фиер, Берат и Гирокастра.
3 декабря 1912 года Османская империя подписала условия перемирия с Болгарией, Сербией и Черногорией, и начала работу Лондонская конференция послов, которая должна была продиктовать представителям воюющих сторон условия мира и выработать план раздела бывших османских владений в Европе; албанский вопрос находился в центре внимания конференции. 29 июня 1913 года Конференция послов приняла решение о статусе создающегося албанского государства: она должна была стать автономным суверенным наследственным княжеством. Контроль за гражданской администрацией и финансами поручался Международной контрольной комиссии, составленной из представителей шести государств-гарантов и одного делегата от Албании.
Правительство Исмаила Кемали считалось великими державами лишь одной из существующих локальных властей; все его попытки при поддержке Рима и Вены добиться признания в качестве основного не увенчались успехом. Однако хоть его и не признавали де-юре, с ним приходилось считаться де-факто. Летом 1913 года Временному правительству удалось заручиться поддержкой северных горных районов Албании, а летом была сделана попытка привлечь на свою сторону крупного землевладельца из Центральной Албании Эссада Топтани. Тот согласился занять пост министра внутренних дел, но вернулся к себе в Дуррес для формирования якобы правительственной жандармерии.
В сентябре 1913 года в некоторых населённых албанцами районах Косово и Македонии вспыхнуло албанское восстание под лозунгами национального освобождения и воссоединения с Албанией. Оно было зверски подавлено сербскими войсками, которые стали продвигаться вглубь собственно албанской территории, стремясь установить новую «стратегическую границу». Сербское правительство заставил отступить лишь предъявленный Австро-Венгрией 18 октября ультиматум сербскому правительству.
Сентябрьские события вдохновили Топтани на серию сепаратистских действий, приведших в итоге к провозглашению им «Сената Центральной Албании», не подчиняющегося Временному правительству.
Решение Конференции послов о придании Албании статуса наследственной монархии выбили почву из-под ног И. Кемали. Некоторые из его акций (поддержка проекта албано-болгаро-турецкого союза, планов воссоединения Косово и Чамерии с Албанией) подорвали его авторитет в Международной контрольной комиссии: члены комиссии стали подозревать его в попытке заговора против Комиссии с целью отстранить её от албанских дел.
Исмаил Кемали был приглашён на заседание Международной консультативной комиссии, на котором было принято решение об отставке Временного правительства во Влёре и о передаче управления в руки Международной контрольной комиссии. В официальном сообщении, датированном 22 января 1914 года, говорилось, что «председатель Временного правительства, будучи убеждённым в том, что единственным средством к прекращению состояния смуты и анархии, царящих в стране, является конституирование единого правительства для всей Албании и что в настоящих условиях этого можно достичь только передачей власти в руки Международной контрольной комиссии, представляющей великие державы, возобновляет свою просьбу, с которой он уже обращался». В заключение отмечалось, что члены комиссии, «отдав должное патриотическим чувствам Его Превосходительства Исмаила Кемаль-бея», согласились с ним.